# Etheostoma rupestre
Etheostoma rupestre är en fiskart som beskrevs av Gilbert och Swain, 1887. Etheostoma rupestre ingår i släktet Etheostoma och familjen abborrfiskar. Inga underarter finns listade i Catalogue of Life.